# 卡伊尤馬區
卡伊尤馬區（西班牙語：Distrito de Caylloma），是秘魯的一個區，位於該國南部阿雷基帕大區的卡伊尤馬省，面積1,499平方公里，海拔高度4,310米，2005年人口4,101，人口密度每平方公里2.7人。